# Duarte Vale
Duarte Vale (* 11. Januar 1999 in Cascais) ist ein portugiesischer Tennisspieler.

## Karriere
Vale trainierte an der IMG Academy und spielte bis 2017 auf der ITF Junior Tour. In der Jugend-Rangliste erreichte er mit Rang 14 seine höchste Notierung. Sein bestes Ergebnis bei Grand-Slam-Turnieren war im Einzel zweimal das Achtelfinale. Darüber hinaus stand er im Finale des Abierto Juvenil Mexicano. Im Doppel stand er 2017 mit Trent Bryde im Halbfinale der US Open sowie mit Finn Reynolds im Endspiel der Australian Open.
Mitte 2017 begann er ein Studium an der University of Florida im Fach Economics. Dreimal wurde er im College Tennis ins -Team gewählt. Im Anschluss an den Bachelor absolvierte er noch ein Masters-Studium. Ab 2014 spielte er unregelmäßig Profiturniere der ITF Future Tour, wo er aber erst 2021 erfolgreicher war. In diesem Jahr gewann er im Doppel die ersten zwei Titel und erreichte zudem zwei Finals im Einzel, womit er in beiden Wertungen in die Top 1000 der Weltrangliste einzog. 2022 gewann Vale eines der zwei erreichten Finals im Einzel und er war erneut zweimal im Doppel siegreich. Damit rückte er bis Platz 500 vor. 2023 gewann er den zweiten Einzeltitel. Im Doppel erhielt er beim ATP-Tour-Event in Estoril eine Wildcard für die Doppelkonkurrenz. In seinem Heimatland trat er mit Ben Shelton an, mit dem er gegen João Sousa und Dominic Thiem in zwei Sätzen unterlag. Im Einzel und Doppel steht er auf seinem Rekordhoch innerhalb der Top 500 bzw. Top 400.